# Apucarana
Apucarana est une ville brésilienne du centre-nord de l'État du Paraná. Sa population était estimée à 118 684 habitants en 2006. 

## Géographie
Apucarana se trouve à 306 km au nord-ouest de Curitiba, à 493 km à l'ouest de São Paulo et à 942 km au sud-sud-ouest de Brasília.
La municipalité s'étend sur 548 km2.

## Transports
Apucarana possède un aéroport (code AITA : APU).

## Maires
| Période | Période | Identité                | Étiquette | Qualité |
| ------- | ------- | ----------------------- | --------- | ------- |
| 2009    | 2012    | João Carlos de Oliveira | PMDB      |         |